# Животное царство (фильм)
«Живо́тное ца́рство» (англ. The Animal Kingdom) — романтическая кинокомедия 1932 года с Лесли Говардом и Энн Хардинг в главных ролях.

## Сюжет
Издатель Том Коллье собирается жениться. Неожиданно в его жизнь возвращается бывшая любовница, художница Дейзи Сейдж, с которой теперь его связывают только дружба и деловые интересы. При встрече Дейзи признаётся в том, что мечтает выйти за Тома замуж и родить ему ребёнка, и просит уехать с ней в Мексику, где она собирается серьёзно заняться живописью. Несмотря на то, что Том поражен её признанием, он по-прежнему может предложить девушке только дружбу.
Проходит несколько месяцев. Том, узнав о первой персональной выставке Дейзи, собирается отправиться на открытие, однако его невеста Сесилия соблазняет его остаться дома. Далее Том всё-таки навещает Дейзи, и после встречи с ним девушка уезжает в Новую Шотландию, дабы избежать искушения. Спустя какое-то время Сесилия приглашает её и двух старых друзей Тома на вечеринку по случаю его дня рождения. Дейзи, заинтересованная мотивами Сесилии, побудившими её пригласить соперницу на праздник, соглашается приехать.
Оказавшись на вечеринке, она упрекает Тома за то, что с подачи его невесты он стал издавать только дешёвые романы. Заметив, как Сесилия из корыстных побуждений флиртует с адвокатом Тома, Дейзи уезжает с вечеринки, сказав напоследок Тому, что теперь она испытывает к нему лишь жалость. Далее Сесилия вновь пытается манипулировать Томом, но он разгадывает её уловки, выдает щедрые отступные и уезжает в Нью-Йорк, чтобы воссоединиться с Дейзи.

## Факты
- Гонорар Энн Хардинг составил 93 тысячи долларов.
- Первоначально планировалось, что в роли Дейзи снимется Ирен Данн.
- Премьера фильма состоялась 23 декабря 1932 года.

## В ролях
- Лесли Говард — Том Коллье
- Энн Хардинг — Дейзи Сейдж
- Мирна Лой — Сесилия Генри Коллье
- Уильям Гарган — Рыжий Риган
- Нил Хэмилтон — Оуэн